# Натан Каллен
Натан Каллен (англ. Nathan Cullen) — канадійський політик, депутат нижньої палати національного парламенту від Нової демократичної партії. Починаючи з 2004 року і до сьогодні представляє виборчий округ Скіна-Балклі-Велі, Британська Колумбія.
Народився і виріс у Торонто, декілька років працював у Центральній та Південній Америці, 1998 року переїхав до Смізерс, Британська Колумбія, де займався приватним консультуванням. Почав політичну кар'єру 2004 року, взявши участь у змаганні за парламентське крісло з депутатом від Консервативної партії Енді Бьортоном. Каллен виграв вибори 2004 року, був переобраний 2006, 2008, 2011 та 2015 року, таким чином ставши членом парламенту п'яти скликань, з 38-го до 42-го включно.
На виборах лідера Нової демократичної партії 2012 року посів третє місце. З 20 квітня 2012 до 20 березня 2014 року був лідером офіційної опозиції в Палаті громад, з того часу до 19 листопада 2015 року — опозиційний критик із фінансів.

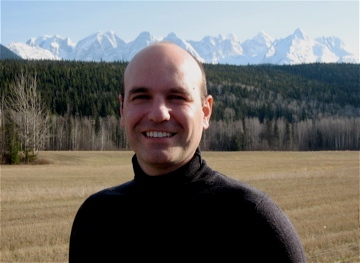
Пан Каллен навпроти гірської гряди Севен-Сістерз у північно-західній Британській Колумбії